# ビリンバウ

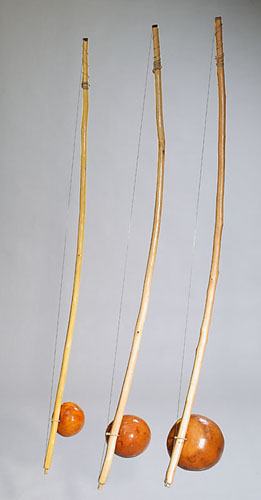
ビリンバウ

ビリンバウ（ブラジルポルトガル語：Berimbau）は、ブラジルの民族楽器。打弦楽器の一種。
弓矢を「バケタ」と呼ばれる棒で叩くという構造である。共鳴器として、中身をくり抜き乾燥させたヒョウタンを使用する。音程の調節は「ペドラ」と呼ばれる石またはコイン（ドブラウン）で行う。またカシシ（ラタン製のカゴの中に植物の種が入った楽器）を使うことも多い。
この楽器は、主にブラジルのダンスのような格闘技、カポエイラで使用される。
また、バーデン・パウエル作曲の『ビリンバウ』は、ボサノヴァ（実際にはボサノヴァ調ではないが、一般的にそのように認知された）の曲として有名である。

## 有名なビリンバウ奏者
- ナナ・ヴァスコンセロス
- 渡辺亮
- 白河理子